# Moshé Castel
Pour les articles homonymes, voir Castel.
Moshé Castel (en hébreu : משה קסטל) né à Jérusalem en 1909 et mort à Tel Aviv en 1991, est un peintre israélien.

## Biographie
Il est né en 1909 à Jérusalem, alors en Palestine ottomane, au sein d'une famille séfarade. Sa famille descend de Juifs espagnols de Castille qui ont immigré en Terre Sainte après l'expulsion des Juifs d'Espagne en 1492. Son père est né à Hébron, et est rabbin. Il a ouvert des écoles religieuses pour les garçons séfarades dans Jérusalem. Moshe a grandi dans le quartier Bukharim, et y fréquente une école de son père.
À l'âge de 13 ans, il commence à étudie à l'Académie d'art Bezalel de Jérusalem. Puis un de ses professeurs l'encourage à prolonger ses études artistiques à Paris. Il arrive à Paris en 1927 et est accepté à l'Académie Julian puis à l'École du Louvre. Moshe Castel était l'élève du peintre expressionniste Alexandre Frenel. En 1928, il expose la toile Blonde et brune au Salon d'automne. Il reste dans cette ville durant 13 ans. En 1941, revenu en Israël, il reçoit le prix Dizengoff. En 1947, Castel participe à la fondation du groupe Ofakim Hadashim (Nouvel horizon) avec Yosef Zaritsky, Marcel Janco et d'autres. En 1949, il épouse Bilhah (née Bauman), une actrice. En 1959, il achète un studio à Montparnasse où il travaille plusieurs mois chaque année.

## Œuvre
En 1947, Castel participe à la fondation du groupe Ofakim Hadashim (Nouvel horizon) avec Joseph Zaritsky, Marcel Janco et d'autres. Ils combinent l'art abstrait européen et des motifs orientaux. Moshé Castel abandonne quelques décennies plus tard l'art abstrait pour un art figuratif
Ses œuvres décorent plusieurs bâtiments israéliens, comme le siège du congrès Binyanei Ha'Ooama (1958), la Knesset (1966) ou la Résidence des Présidents d'Israël (1970).